# Øsby
Øsby – miasto w Danii, w regionie Dania Południowa, w gminie Haderslev.